# Isten hozta, őrnagy úr!
Az Isten hozta, őrnagy úr! 1969-ben bemutatott színes magyar filmszatíra Fábri Zoltán rendezésében. A forgatókönyvet Fábri Zoltán írta Örkény István Tóték című kisregénye alapján.
A film legfontosabb szerepeit Latinovits Zoltán és Sinkovits Imre játszotta, és nagy közönségsikere volt.

## Cselekmény
|  | Alább a cselekmény részletei következnek! |

A film elején narrátor mutatja be a cselekmény helyszínét a mesék stílusában. Ez egy csendes, kellemes észak-magyarországi falu. A szereplők egyike Tót Lajos, a helyi tűzoltóparancsnok, tekintélynek örvendő, mindenki által tisztelt ember, mivel barátságos és méltóságteljes. Példás családi életet él. Felesége, Mariska, isteníti. Nagy kamaszlánya, Ágika számára mindent, ami szép a világon az apja képviseli.
A távolban zajlik a második világháború. A falu postása a fronton van, és a félkegyelmű Gyuri atyus helyettesíti, aki szintén nagyon szereti Tótot. A falu népe nem kap rossz híreket a frontról, mert Gyuri atyus nem kézbesíti az olyanokat tartalmazó levelezőlapokat.
Egy nap Gyuri atyus boldogan hoz egy levelezőlapot Gyulától, a család fiától, aki civilben tanító, és zászlósként ő is a fronton van. Azt tudatja a családjával, hogy Varró őrnagynak, aki parancsnoka, megromlott az idegállapota a partizánok támadásai miatt, és ezért szabadságra küldték két hétre. Gyula felajánlotta neki, hogy Tótéknál töltse ezt az időt. Figyelmezteti a szüleit, hogy az őrnagy nem bírja a zajt és bizonyos szagokat, amelyeket nem pontosít. Minden esetre Tót elhívja a szippantósokat, hogy tisztítsák ki a kerti árnyékszéket.
A narrátor elmondja, hogy szülei nagyon büszkék Gyulára. Minden vendégnek meg kell csodálnia a falra kitett babakora óta készített fényképeit.
Gyuri apus újabb levelezőlapot hoz, amelyben Gyula azt tudatja, hogy az őrnagy két nap múlva fog elindulni, és hogy nagyon igényes, ami a tisztaságot illeti. A család a ház minden zugát megtisztítja, Ágikát pedig elküldik kölcsönkérni a falu lakóitól mindenféle olyan tárgyat, amiről azt hiszik, hogy szüksége lenne az őrnagynak. Így az egész falu megtudja a hírt, és meg van hatódva attól, hogy milyen tiszteletben lesz részük Tótéknak. Közben Ágika mindenféle álomképeket alkot magában az őrnagyról. Még egy hír jön Gyulától arról, hogy az őrnagy álmatlanságban szenved. Ezért Tót megkéri a falut ellátó távolsági busz sofőrjét, hogy két hétig ne tülköljön, és Gyuri apusnak megtiltja, hogy hergelje a kutyákat, amint azt szokása szerint teszi.
A család kimegy a tűzoltók kis rezesbandájával együtt a buszmegállóhoz az őrnagyot fogadni. Azt képzelik róla, hogy magas és délceg. Leszáll egy ilyen tiszt, de nem ő az. A busz távozása után meglátnak az út másik oldalán egy bőröndön összegörnyedve ülő valakit. Ő az őrnagy. Furcsán viselkedik. Olykor hirtelen megfordul, és pisztolya tokjához kap. Azt mondja, hogy a család folytassa megszokott életét, mintha ő ott se lenne, hogy csak akkor marad, ha nem zavarja őket, de olykor kikel Tót egyes általa képzelt megnyilvánulásai ellen. Például azt veti a szemére, hogy az ő háta mögé néz. Ágika azt tanácsolja, hogy apja húzza szemébe a tűzoltósisakját. Tót előbb ellenkezik azzal, hogy ez szabályzatellenes, de felesége és lánya unszolására mégis megteszi. Ezzel egy első engedményt tesz, bár tudatában, van annak, hogy ez árt a tekintélyének.
A család háza felé vezető úton az őrnagy egy pillanatra a fronton képzeli magát, és ennek megfelelően viselkedik, még egy pisztolylövést is lead, majd hirtelen elterül és elalszik.
Otthon a család megmosdatja és lefekteti. Másnap az őrnagy kipihent és nagyon élénk. Meg van elégedve, jó étvággyal eszik, és megígéri Tótéknak, hogy gondja lesz arra, hogy Gyulának jól menjen a sora a fronton.
Este a család elégedetten ül az udvarbeli kispadon. Szokása szerint Tót nyújtózkodik egy nagyot és kéjesen és jó hangosan felnyög. Az őrnagy haragosan kijön. Tótnak le kell mondania a szokásáról, ezzel újabb engedményt téve.
Éjjel megszólal a nappali szobában a falióra kakukkja. Az őrnagy kirohan a szobájából, megállítja az órát, majd azt képzelve, hogy ellenség hatolt be, pisztolyával lő. Azután, mivel álmatlan, nem fekszik vissza, és a család vele marad. Az őrnagy azt javasolja Tótnak, hogy sakkozzanak, kártyázzanak vagy dominózzanak, de Tót egyik játékot sem ismeri. Az őrnagy felhívja a figyelmét a tétlenség veszélyes voltára. Példaként elmondja, hogy katonái lelki egyensúlyát úgy állítja helyre, hogy levágatja, majd visszavarratja velük a gombjaikat. Ágika úgy biztosítja az őrnagyot arról, hogy ők nem tétlenek, hogy elmondja, ő és az anyja dobozokat szoktak készíteni egy gyár számára. Rögtön meg is mutatja, hogyan csinálják. Az őrnagynak tetszik az ötlet, hozzá is fog ő is, amint mondja, dobozolni, elégedetten dúdolgatva közben. Tót elbóbiskol egy széken ülve. Az őrnagy őt is hívja dobozolni, de Tót húzódzkodik, azt vetve fel, hogy mit szólnának a faluban, ha megtudnák, hogy ő ilyesmivel foglalkozik. Az őrnagy felrója neki, hogy lenézi ezt a tevékenységet, és azzal fenyegetőzik, hogy másnap elmegy. Tót újból enged, de nem nagyon sikerülnek a dobozai. Ráadásul a családot elfogja a fáradtság, az őrnaggyal ellentétben. Tót el-elbóbiskol, és egyszer hangosan ásít, mire az őrnagy azonnal hozzáfog holmijai csomagolásához. A nők megkérik, hogy ne haragudjon, és az őrnagy kérdésére, hogy mit szeretne csinálni, Tót azt mondja, hogy még dobozolna. Csak virradatkor hagyják abba a munkát.
Aznap a postára távirat érkezik Gyula elestének hírével, és ugyanakkor egy levelezőlap tőle. Gyuri apus úgy dönt, hogy csak az utóbbi érvényes, és boldogan elviszi Tótéknak.
Az élet az őrnagy diktálta módon folyik tovább. Ő nappal alszik, a család tagjai pedig úgy próbálják mindennapi dolgukat végezni, hogy közben el-elbóbiskolnak. Az őrnagynak újabb ötlete támad, amelyet nappal valósít meg: rikító színekre festi a házban az ajtókat és a lambériát.
Egy éjjel, miközben dobozolnak, az őrnagynak úgy tűnik, hogy Tót megint az ő háta mögé néz, de Tót azt mondja, hogy egy lepkét kísért tekintetével. Az őrnagy beismerteti vele, hogy arra is gondolt, hogy csapja agyon a lepkét. Azután azt fejti ki, nem jó, ha az alárendeltek gondolkodnak, miközben tenniük kell valamit. Azt is megállapítja, hogy Tót azért engedi meg magának, hogy elkalandozzanak a gondolatai, mert közben ő, az őrnagy dolgozik a legtöbbet. Felteszi a kérdést, hogy mi ennek a helyzetnek az oka, mire Ágika azzal a gondolattal jön elő, hogy a margóvágó, amivel a kartonokat vágják kicsi, azt sugallva, hogy nagyobbal jobban menne a dobozolás. Az őrnagy el van ragadtatva az ötlettől, és Ágika is boldog, mivel az megpuszilja. Hajnalban, mielőtt lefekszik, az őrnagy megérteti Tóttal, hogy mi a teendője. Ez el is indul lányával és egy munkással együtt anyagot keresni egy nagy halom ócskavason. A munkás talál valami megfelelőt, miközben Tót elaludt egy nagy vascsőben.
Az ezt követő éjszakán Mariska és Ágika végre alhatnak, miközben Tót és az őrnagy a margóvágón dolgoznak. Ágika romantikusan álmodik az őrnagyról. A következő éjjel is alhatnak még, de csak éjfélig, amikor az őrnagy felébreszti őket, mivel a margóvágó elkészült. Az őrnagy el van ragadtatva, az új eszköz tíz kartont tud vágni egyszerre. Háláját fejezi ki a családnak azzal az ígérettel, hogy fiukat magához fogja venni éjszakánként, mivel az épületnek kettős őrsége van. Azonnal hozzáfognak a dobozoláshoz. A termelékenység jelentősén megnő. A ház és az udvar egyre inkább megtelik dobozokkal.
Az őrnagy idegei megnyugszanak, fiatalnak érzi magát. Tóttal a kocsmába mennek, ahol a dobozolást dicsőíti mint felemelő, tiszta szépségű tevékenységet, a létező legjobbat, az emberi lényhez a legméltóbbat. Kifejti a körülötte összegyűlt ott lévőknek azt, hogy az egész emberiséget meg kellene győzni, hogy a dobozok készítésének szentelje létét, de azok nem lennének egyformák. Mindegyik nemzet bizonyos alakú és színű dobozokat készítene. Az oroszoknak is szabad lenne, persze csak miután legyőzték őket, és az ő dobozaik nem lehetnek nagyobbak, mint egy gyufaskatulya. Ha ez az eszme győzni fog, az egész emberiség az ő és a Tóték nevét fogja áldani.
Egy éjszaka Tót nem tudja visszafojtani ásítását dobozolás közben, és a megharagudott őrnagy csomagolni megy. Mariska és Ágika kérve kérik Tótot, hogy kérjen bocsánatot, de ő nem hajlandó. Felesége már nem tiszteli. Szemére veti, hogy gőgös és csak a tekintélye érdekli, miközben Mariskának csak a fia fontos. Végül Tót mégis bocsánatot kér, az őrnagy pedig arra kényszeríti, hogy egy tárgyat tartson a szájában megakadályozandó az ásítást. Reggel Tót elmegy hazulról.
Otthonában a falu plébánosa délutáni álmát alussza heverőjén. Horkolásra ébred. Tót alszik a heverő alatt. A pap felébreszti, és Tót elpanaszolja neki, hogy folyton elbújna, még akkor is, a pap reverendája alá. A templomban Mariska azért imádkozik, hogy gond nélkül teljen el az őrnagy szabadságából még hátralevő négy nap, és hogy fiának ne essen baja. Imádkozás közben horkolást hall, ami az oltár alól jön. Tót alszik ott. Felesége szemrehányások közepette viszi haza. Tót az árnyékszékben húzódik meg, ahol vacsoraidőig marad. Éjjel részt vesz a dobozolásban, reggel pedig visszavonul az árnyékszékbe.
Mariska a templomba indul, azt mondva Ágikának, hogy vigyázzon, nehogy az őrnagy és Tót találkozzanak. Az őrnagy kimegy Tótot keresni, és közben Ágika levetkőzik és az őrnagy ágyába bújik. Az megtalálja Tótot az árnyékszékben, kihívja, de Tót nem akar kimenni. Az őrnagy dühösen visszamegy a szobájába. Meglátja Ágikát az ágyban, de csak dühét fejezi ki, és becsomagol. Ágika kiszalad és az anyja után megy a templomba. Együtt próbálják megállítani az őrnagyot, aki már bőröndjeivel indulna ki az udvarból. Mégis, az asszony kérésére beszélni megy Tóttal. Azzal vádolja, hogy azért ül ott, hogy gondolkodjon és ki tudja miféle terveket forraljon, de Tót azt feleli, hogy csak ül és élvezi a csendet. Azt mondja az őrnagynak, próbálja ki ő is, milyen jó ott ülni. Az be is ül, Tót meg mellé. Az őrnagynak tetszik, hogy levélzizegés és bogárzümmögés hallatszik. Marika sört hoz nekik. Az őrnagy kifejezi megelégedését, hogy kezdeti nézeteltéréseiknek vége, és nagyon vidámnak és barátságosnak mutatkozik. Tót is vidámságot színlel.
Az utolsó három napon úgy tűnik, hogy a dolgok egyensúlyba kerültek. Tót már tökéletes dobozokat készít, de a gyárból nem jönnek elég gyakran elszállítani őket, úgyhogy nincs már helyük sem a házban, sem az udvaron, és a két nő egy részüket elviszi bedobni a patakba. A fáradtságtól a család mindent rosszul csinál, amikor az őrnagy alszik, de nagyon vigyáznak, hogy ne haragítsák meg.
Elutazása napján a család tagjai kikísérik az őrnagyot a buszhoz és, miután az elmegy, megkönnyebbülten fellélegeznek. Otthon kidobják a dobozokat az udvarra, Tót meg újra elindítja a kakukkos órát és kiviszi a margóvágót a házból, elégedetten állapítva meg, hogy minden újból a megszokott. Kiülnek a udvari kispadra, és Tót nyújtózkodik, mint egykor. Azonban nyögését félbeszakítja az őrnagy megjelenése, akivel tudatták a városban, hogy három napig nem lesz vonat a front felé, mivel a partizánok felrobbantottak egy hidat. Azonnal dobozoláshoz akar kezdeni, de észreveszi, hogy a margóvágó nincs a nappaliban. Tót azt mondja, hogy a ház mögött van, és magával hívja oda az őrnagyot. Mindketten kimennek, és kis idő után a házban maradt két nő három margóvágó-csattanást hall. Amikor Tót visszatér, Mariska megkérdezi, hogy három darabra vágta-e. Tót azt feleli, hogy négy egyenlő darabra, mire Mariska azzal reagál, hogy férje mindig tudta, mit és hogyan kell csinálni.
A film azzal végződik, hogy Gyula fényképe lassan elég, miközben a narrátor elmondja, hogy aznap megjött a postán a tábori kórháztól a fiú néhány személyes tárgyának jegyzéke, amelyeket felsorol.
|  | Itt a vége a cselekmény részletezésének! |

## Szereplők
| Színész | Szereplő              |
| --- | --------------------- |
| Latinovits Zoltán | Őrnagy                |
| Sinkovits Imre | Tót Lajos             |
| Fónay Márta | Tótné Mariska         |
| Venczel Vera | Tót Ágika             |
| Dégi István | Gyuri atyus, a postás |
| Páger Antal | Tónay plébános        |
| Rajz János | Sóskúti, gépész       |
| Dudás Mária | Postáskisasszony      |
| Gyenge Árpád | Lőrincke              |
| Vándor József | Tűzoltó               |
| Darvas Iván | Narrátor              |
| További szereplők |                       |
| Bod Teréz, Bende László, Darás Léna, Georgette Mertzhradt, Györffy László, Hamvay Lucy, Lázi István, Szemere Dalma, Szemere Sándor, Torday Gábor, Zoltai Miklós |                       |

## A film előzményei
A film tárgyát először Örkény István fejlesztette ki forgatókönyv alakjában az 1960-as évek elején, és így került Fábri Zoltánhoz, de ő nem foglalkozott mindjárt vele, mert más filmeken dolgozott. Majd Örkény kisregénnyé változtatta a forgatókönyvet, amely 1966-ban folyóiratban jelent meg, majd 1967-ben kötetben is, egyéb kisprózákkal együtt. Ugyanabban az évben a szerző színpadra alkalmazta a szöveget. A darabnak rendkívüli sikere volt, úgy Magyarországon, mint külföldön. Játszották Franciaországban, Lengyelországban, Finnországban, Németországban, a Szovjetunióban. Latinovits Zoltán is játszotta színpadon az őrnagy szerepét. Fábri a regény alapján írta a film szövegkönyvét.

## Értelmezések és kritikák
Tóték egyszerű emberek, akiknek tetszeniük kell egy, a háború által lelkileg megtört embernek, de aki uralkodó hajlamú, megharagszik és fegyelmezi őket, amikor a dolgok nem úgy alakulnak, ahogy ő akarja. A háziak a végletekig tűrik, Tót a megalázkodás végletéig ér. A film az abszurd komikum megvalósításának egyes eszközeivel is kitűnik: emberek eltűnése a vágás eszközével, ami a tempót is fokozza, gyorsítások, amelyek a szereplők hisztérikus állapotát fejezik ki (például amikor Mariska az árnyékszékhez viszi a sört), a némafilmekből átvett eszközök (fényképek, írott szövegek beiktatása) stb.
Vajdovich Györgyi filmtörténész azt elemzi, ahogyan a rendező filmre alkalmazta Örkény groteszkjét, amely főleg nyelvi. Az ilyen groteszket gyakorlatilag nem lehet filmen visszaadni, ezért Fábri filmes eszközökkel kifejezhető groteszkkel helyettesítette. Erre szolgál számos jelenet, például az őrnagy viselkedése a falu utcáin, mint a fronton, vagy amikor a házban lövöldöz. A színészek játéka is a groteszk kifejezésének eszköze. Például Ágika abban groteszk, hogy mindenre 6–8 éves kislány gesztusaival reagál. Az őrnagy a groteszkig ellentmondásos. Olykor a hatalom képviselőjeként jelenik meg, máskor mint egy majdnem őrült mániákus, megint máskor mint a vendéglátók szolgálatkészségét alázattal elfogadó vendég. Olyan kiszámíthatatlanul esik egyik végletből a másikba, hogy a család engedelmességét a világ abszurditásának elfogadásaként lehet értelmezni. Az egész helyzet abszurditása abból is ered, hogy kiszámíthatatlanságuk miatt az őrnagy kívánságait nem is lehet teljesíteni. A groteszk a tér megjelenítésében is megnyilvánul, például azokban a rikító színekben, amelyekkel az őrnagy fest, vagy a dobozok szaporodásában, az udvaron ezekkel képzett labirintussal. A nézőt destabilizálni hivatott elemek egyre sokasodnak a film vége felé, ezzel a világ abszurditásának fokozódását fejezve ki.
Kriston Attila megállapítja, hogy a filmnek legalább három jelentési szintje van. Az egyik a háború romboló hatására vonatkozik, amely közvetve, csak az őrnagy személyiségének eltorzulásában van jelen. Egy másik az őrnagy és Tóték közötti társadalmi szakadékot hangsúlyozza ki. Az előbbi a felső társadalmi rétegeket képviseli, az utóbbi a kispolgárságot. A harmadik jelentési szint a hatalom kérdésére utal. Az alaphelyzet két vezetőtípus szembenállása: az egyik egy kisközösségé, ennek példaképe, a másik az államhatalomhoz tartozik, „elvileg” példakép. Az egyik megaláztatása ugyanolyan végletes, mint az, ahogyan a másik a hatalmat gyakorolja.
Klág Dávid úgy véli, hogy a filmet, bár nagy közönségsikere volt, nem értékelték eléggé a maga idejében, mert más filmek árnyékolták be, köztük a szintén Fábri készítette Pál utcai fiúk, amelyet ugyancsak 1969-ben az Oscar-díjra jelöltek. A film csak annyiban részesült, hogy Latinovits Zoltán megkapta az 1970-es  Magyar Filmszemlén a legjobb színésznek járó díjat, és 1971-ben a művet bemutatták a Moszkvai Nemzetközi Filmfesztiválon.

## Televíziós megjelenés
MTV1, m1, MTV2, m2, Duna TV, Szív TV, Keszthely TV, TV3, Filmmúzeum, Humor 1, M3, Magyar ATV, M5, Hír TV, Győr+ TV, Magyar Mozi TV